# 8 Gwardyjska Armia Ogólnowojskowa

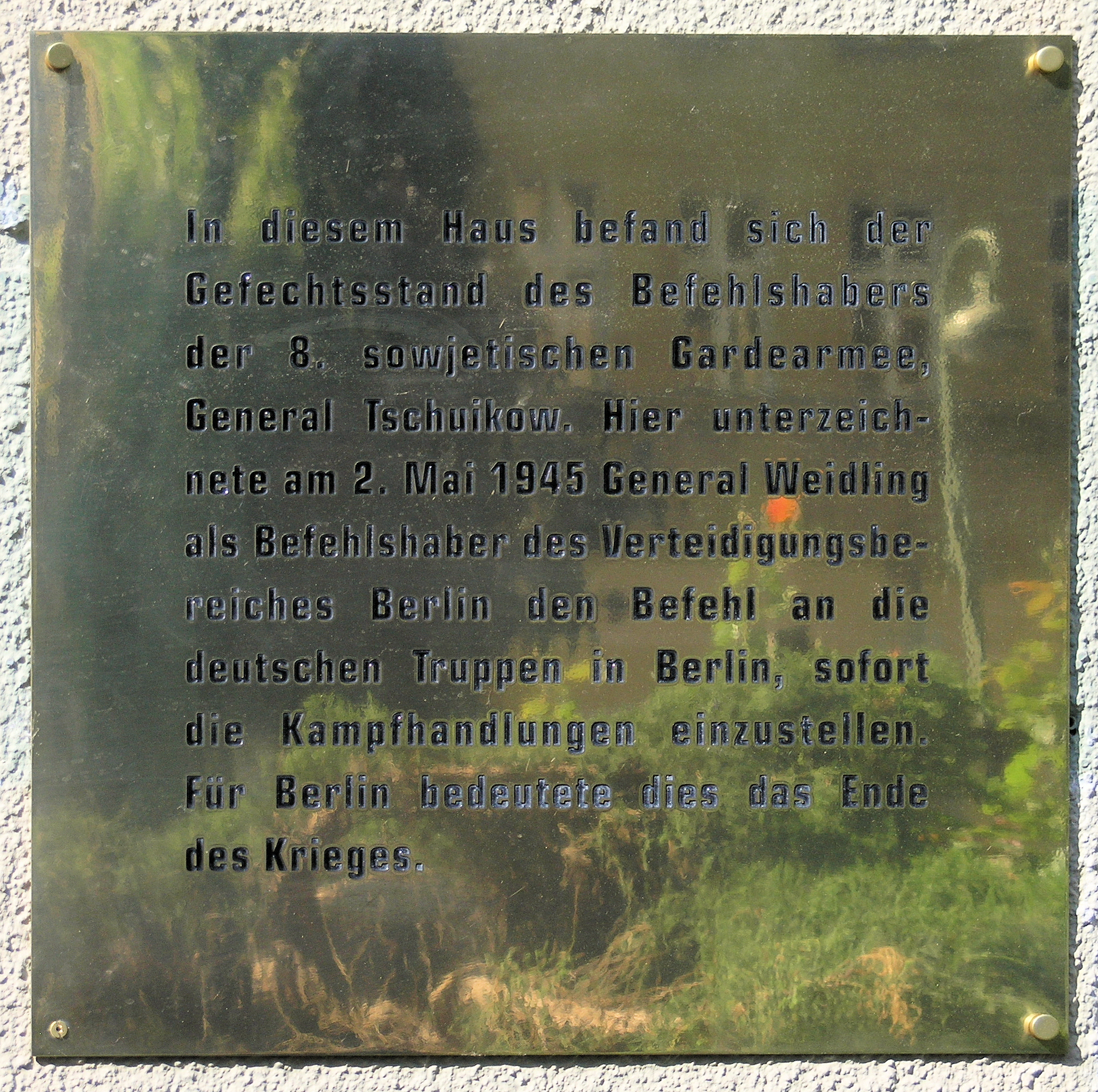
Tablica informujaca, że w tym domu mieściło się stanowisko dowodzenia 8 Gwardyjskiej Armii gen. Czujkowa w którym podpisano 2 maja 1945 akt kapitulacji.

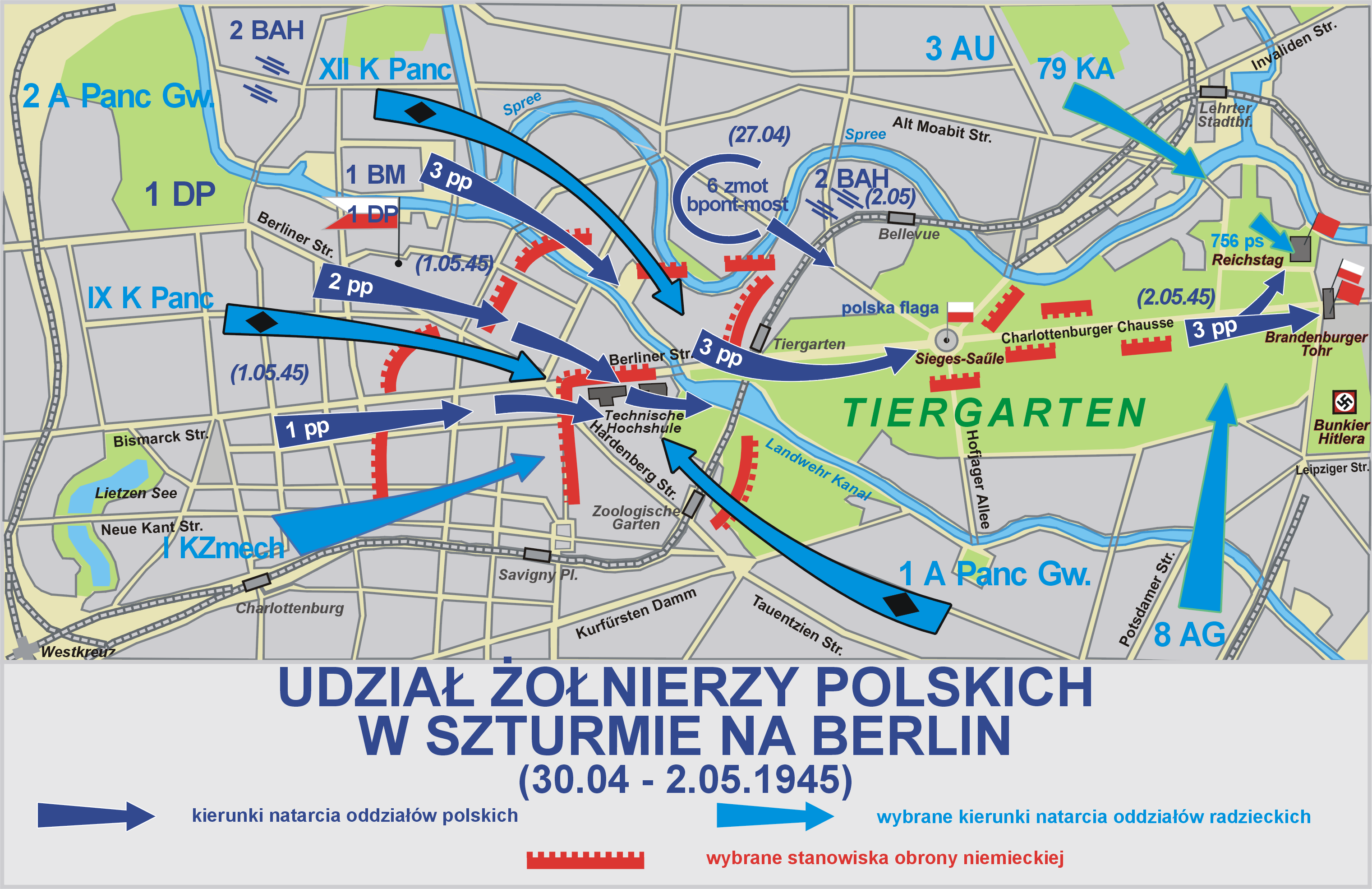
Udział w szturmie Berlina

8 Gwardyjska Armia Ogólnowojskowa odznaczona orderem Lenina (ros. 8-я гвардейская общевойсковая ордена Ленина армия) – związek operacyjny Armii Czerwonej z czasów II wojny światowej (ówcześnie 8 Armia Gwardyjska).

## Historia
Powstała 5 maja 1943 na bazie 62 Armii. Wchodziła w skład 1 Frontu Białoruskiego. 8 Armia została podporządkowana Frontowi Południowo-Zachodniemu zajmując pozycje obronne wzdłuż prawego brzegu rzeki Siewierskiego Dońca na północ od Słowiańska. Następnie uczestniczyła w operacjach na terenie Donbasu i w ofensywie w kierunku Dniepru zakończonej zdobyciem przyczółka na jego prawym brzegu. Od 20 października 1943 roku armia w ramach 3 Frontu Ukraińskiego walczyła na Prawobrzeżnej Ukrainie w okolicach Krzywego Rogu, Nikopola. Brała również w walkach o Odessę (26 marca – 14 kwietnia 1944). 
Przed przystąpieniem do działań zaczepnych w 8 Gwardyjskiej Armii uzupełniono stany osobowe w 9 dywizjach jakimi dysponowała. Dodatkowo wzmocniono ją 11 Gwardyjską Brygadą Pancerną wyposażoną w 53 czołgi T-34 oraz 5 pułkami uzbrojonymi w czołgi ISU-122 i działa pancerne SU-76. W sumie jednostki te liczyły 179 pojazdów pancernych. 15 czerwca 1944 została włączona do 1 Frontu Białoruskiego i przeniesiona w rejon Kowla. Uczestniczyła w operacji Bagration zakończonej walkami na przyczółku warecko-magnuszewskim. 
Wycofujące się pod naporem 8 Gwardyjskiej Armii niemieckie oddziały, w rejonie Amelina na Lubelszczyźnie były atakowane przez oddział Batalionów Chłopskich dowodzony przez Franciszka Kusyka, oddziały 27 Dywizji Piechoty Armii Krajowej i oddział Armii Ludowej dowodzony przez mjr. Czesława Klima. 
Od 14 stycznia 1945 brała udział w operacji wiślańsko-odrzańskiej (wyzwolenie Łodzi, zdobycie przyczółków na Odrze, zdobycie twierdz Poznań i Kostrzyn). 8 Armia zakończyła szlak bojowy w II wojnie światowej udziałem w operacji berlińskiej.
Rozwiązana w 1992.

## Dowódcy armii
- gen. por. Wasilij Czujkow (17.04.1943–18.10.1943)
- gen. płk Iwan Maslennikow (21.10.1943–15.11.1943)
- gen. płk Wasilij Czujkow (15.11.1943–1.07.1946)
- gen. Anatolij Bietiechtin (1980)
- gen. mjr Wasilij Sosiedow (1992)

## Struktura organizacyjna
Stan na 1 czerwca 1943
- 28 Gwardyjski Korpus Strzelecki
- 29 Gwardyjski Korpus Strzelecki
- 24 Dywizja Strzelecka,
- 5 oraz 9 Samodzielne Gwardyjskie pułki czołgów
- 224 Samodzielny pułk czołgów
- 1443 pułk artylerii samobieżnej,
- 99 pułk artylerii,
- 184 i 536 pułki artylerii przeciwpancernej,
- 141 pułk moździerzy,
- 302 Gwardyjski pułk moździerzy (Katiusza),
- 878 pułk artylerii przeciwlotniczej.

Stan na 16 kwietnia 1945
- 4 Gwardyjski Korpus Strzelecki
- 28 Gwardyjski Korpus Strzelecki
- 29 Gwardyjski Korpus Strzelecki

Skład w 1990
Dowództwo 8 Armii – Nora
- 27 Gwardyjska Omsko–Nowobugska Dywizja Zmechanizowana – Halle
- 39 Gwardyjska Barwienkowska Dywizja Zmechanizowana – Ohrdruf
- 57 Gwardyjska Nowobugska Dywizja Zmechanizowana – Naumburg
- 79 Gwardyjska Zaporoska Dywizja Pancerna – Jena:

Jednostki podporządkowania armijnego:
- 11 Gwardyjska Brygada Rakiet Operacyjno–Taktycznych – Weischenfeld;
- 449 Brygada Rakiet Operacyjno–Taktycznych – Amstadt;
- 390 Brygada Artylerii – Ordruf;
- 18 Brygada Rakiet Przeciwlotniczych – Gotha;
- 325 Berlińska Brygada Inżynieryjno–Saperska – Marsenburg;
- 116 Brygada Zabezpieczenia Materiałowego – Altenburg;
- 336 pułk śmigłowców – Nora;
- 486 pułk śmigłowców – Altes Lager;
- 65 pułk pontonowo–mostowy – Marsenburg;
- 91 Odeski pułk łączności – Weimar;
- 194 pułk radiotechniczny – Weimar;
- 446 pułk radioliniowy – Naumburg;
- 678 pułk WRE – Frankendorf;
- 227 batalion ochrony – Nora;
- 298 eskadra śmigłowców – Hesleben;
- 943 dywizjon artylerii przeciwpancernej – Altenburg;
- 46 batalion radiotechniczny – Nora;
- 325 batalion inżynieryjno–saperski – Gera;
- 134 batalion rozpoznania chemicznego – Gera;
- 173 batalion remontowy – Markensdorf;
- 202 batalion remontowy – Oberungwic;
- 794 kompania SpecNaz – Nora.